# Tarenna leonardii
Tarenna leonardii là một loài thực vật có hoa trong họ Thiến thảo. Loài này được N.Hallé miêu tả khoa học đầu tiên năm 1967.